# Gobierno y política de Islandia

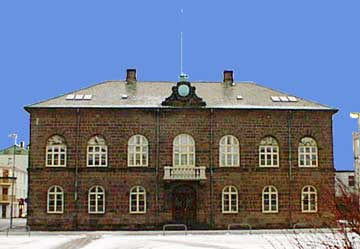
Sede del parlamento islandés.

La forma de gobierno de Islandia es la de república parlamentaria. La actual república se proclamó el 17 de junio de 1944. Desde el 1 de diciembre de 1918, y hasta ese día, Islandia había sido un estado soberano bajo la corona danesa. Tras el referéndum constitucional celebrado en mayo de ese año, ocurrido mientras Dinamarca se encontraba ocupada por Alemania, se aprobó la independencia definitiva. 
El parlamento islandés, llamado Althing, fue creado en el año 930, por lo que se lo considera el más antiguo del mundo. La sede del gobierno se encuentra en la capital, Reikiavik.

## Organización territorial
Islandia está organizada en 23 condados (en islandés: sýslur – singular: sýsla) y 14 ciudades independientes (kaupstaðir, singular – kaupstaður).
A ciertos efectos —circunscripciones electorales, códigos postales, unidades estadísticas, etc—, el territorio se divide en ocho regiones.

## Símbolos

Bandera de Islandia.

La bandera de Islandia tiene fondo azul con una cruz roja bordeada en blanco extendiéndose hasta los bordes. La parte vertical de la cruz está centrada en la parte superior como en el estilo del Dannebrog (bandera danesa).

Escudo de Islandia.

El escudo de Islandia, "Skjaldamerkið", recoge las cuatro figuras míticas protectoras del país ("landvættir") situadas sobre un bloque de lava y sosteniendo el blasón que está compuesto por los mismos elementos de la bandera nacional.
La Fiesta Nacional es el 17 de junio, en conmemoración del Día de la Independencia (1944).

## Poder ejecutivo
- Jefe de Estado: Presidenta — Halla Tómasdóttir (desde el 1 de agosto de 2024). El presidente tiene un puesto ceremonial y es elegido por voto popular por un período de cuatro años.
- Jefe de gobierno: Primera Ministra —Kristrún Frostadóttir (desde el 21 de diciembre de 2024). El primer ministro es nombrado por el presidente.
- Gabinete: nombrado por el primer ministro y aprobado por el Parlamento.

## Poder legislativo
El poder legislativo reside en un parlamento unicameral llamado Althing. Sus 63 miembros son elegidos por voto popular por mandatos de cuatro años. El sistema legal de Islandia es un sistema de ley civil basado en la ley danesa. El sufragio es universal, a partir de los 18 años de edad.

## Partidos políticos
Tras las elecciones parlamentarias de Islandia de 2017 ocho partidos fueron elegidos para formar el parlamento islandés:
| Nombre                                                            | Siglas | Líder                        | Escaños |
| ----------------------------------------------------------------- | ------ | ---------------------------- | ------- |
| Partido de la Independencia (Sjálfstæðisflokkurinn)               | D      | Bjarni Benediktsson          | 16      |
| Movimiento de Izquierda-Verde (Vinstrihreyfingin – grænt framboð) | V      | Katrin Jakobsdóttir          | 11      |
| Partido Progresista (Framsóknarflokkurinn)                        | B      | Sigurður Ingi Jóhannsson     | 8       |
| Alianza Socialdemócrata (Samfylkingin)                            | S      | Logi Már Einarsson           | 7       |
| Partido de Centro (Miðflokkurinn)                                 | M      | Sigmundur Davíð Gunnlaugsson | 7       |
| Partido Pirata (Pírataflokkurinn)                                 | P      | Liderazgo colectivo          | 6       |
| Partido del Pueblo (Flokkur fólksins)                             | F      | Inga Sæland                  | 4       |
| Reforma (Viðreisn)                                                | C      | Benedikt Jóhannesson         | 4       |

## Participación en organizaciones internacionales
BIS, CBSS, CCC, CE, EAPC, EBRD, ECE, Asociación Europea de Libre Comercio (EFTA), FAO, IAEA, Banco Internacional de Reconstrucción y Desarrollo (Banco Mundial), Grupo de Australia, IATA: MAD, OACI, ICC, ICFTU, ICRM, IDA, IEA (observador), IFAD, IFC, IFRCS, IHO, ILO, Fondo Monetario Internacional (FMI), IMO, Interpol, IOC, ISO, ITU, OTAN, NC, NEA, NIB, OECD, OPCW, OSCE, PCA, ONU, UNCTAD, Unesco, UNMIBH, UNMIK, UNU, UPU, WEU (asociado), WHO, WIPO, WMO, Organización Mundial del Comercio (OMC).